# Kung av onsdag
Kung av onsdag är ett musikalbum av Dan Hylander & Kosmonaut, utgivet 1986.

## Låtlista
1. Du har vingar - (Dan Hylander)
2. Det ljuva livet (brustna hjärtans tango) - (Dan Hylander)
3. Vinternatt i Stockholm - (Dan Hylander)
4. Älskade främling (en midsommarnattsdröm) - (Dan Hylander)
5. Laissez-faire - (Dan Hylander)
6. Marie bakom glas - (Dan Hylander)
7. Om än biten av frosten - (Dan Hylander)
8. Längtans lön - (Dan Hylander)
9. Till dom barn vi alltid är (postludium) - (Dan Hylander)

## Dan Hylander & Kosmonaut
- Dan Hylander - Sång
- Mats Englund - Bas
- Henrik Janson - Gitarr & fairlight
- Marius Müller - Gitarr
- Mats Persson - Slagverk
- Svante Persson - Flygel, fairlight & synthesizer
- Åke Sundqvist - Trummor
- Pierre Svärd - Orgel, fairlight & synthesizer

## Övriga medverkande musiker
- Py Bäckman - Sång
- Eva Dahlgren - Sång
- Tomas Ledin - Sång
- Basse Wickman - Sång
- Donna Cadogan - Sång
- Lotte Gundlev - Sång
- Tamra Rosanes - Sång
- Maria Blom - Sång
- Palle Mikkelborg - Trumpet & flugelhorn
- Jan Fex - Fairlightsprogrammering
- Ulrika Jansson - Violin
- Christina Sunnerstam - Violin
- Mona Bengtsson - Viola
- Åsa Forsberg - Violoncell
- Lars Holm - Violin
- Pontus Olsson - Fairlight & sång

## Listplaceringar
| Lista (1986) | Topplacering |
| ------------ | ------------ |
| Sverige      | 4            |